# Purina Zapico Maroto
Purina Zapico Maroto, conocida como “Purina” (Valladolid, 15 de noviembre de 1917–Caracas (Venezuela), 13 de septiembre de 2013) fue una deportista española, la introductora del balonmano en Asturias.

## Biografía
Purina Zapico Maroto era hija de Mariano Antonio Zapico Menéndez nacido en Pola de Laviana en 1886. Era militar, como su padre y llegó a ser comandante de Artillería. También escribió algunos tratados sobre estrategias aéreas. Se casó con la madre de Purina en Valladolid, donde nacieron cuatro de sus hijos; los dos últimos nacieron en Madrid. En 1936 desempeñaba el cargo de gobernador civil de Cádiz y era miembro de Izquierda Republicana. Al estallar la guerra se mantuvo fiel a la República,  y pese a que los sublevados nacionales franquistas le conminaron a rendirse, se negó a entregar las posiciones en que se encontraba, lo cual supuso, al ser apresado, su fusilamiento, posiblemente el 6 de agosto de 1936.
Cuando Purina era pequeña su padre estaba destinado en Berlín, donde desempeñaba algún tipo de cargo diplomático, por lo que la educación de Purina se llevó a cabo en Alemania.
Como sus abuelos paternos, al igual que su padre,  eran de Pola de Laviana, Asturias, pasaba sus vacaciones de verano en casa de ellos.
Purina abandonó España en 1939 y se estableció en París donde se casó con Antonio Stuyck (un republicano que había luchado en la guerra, descendiente de un médico de Alfonso XIII), y pronto el matrimonio se marchó a Inglaterra donde tuvo sus dos hijos, José Miguel y Ana María, ya que no pudieron salir de Inglaterra al estallar la II Guerra Mundial.
El clima de Inglaterra no era bueno para la salud de Antonio, por lo que la familia se trasladó en 1947 a Caracas, Venezuela, donde residirá hasta su muerte, el 13 de septiembre de 2013.

## Trayectoria deportiva
Purina Zapico es considera, junto a su hermana Carmina, como una de las pioneras del balonmano y del hockey sobre hierba en España. Purina fue la introductora del balonmano en España y fue una de sus primeras jugadoras, siendo la fundadora de los primeros equipos femeninos de nuestro país.
Mientras se educaba en Alemania, aprendió las normas básicas del “handball”,  nuevo deporte que se empezaba a  practicar en Alemania. Colaboró a organizar los primeros mundiales.
Cuando, durante la guerra regresó a Pola de Laviana, en 1938, aprovechó para poner en práctica este deporte, pero nadie lo conocía en España. Esto le motivó a enseñar a un grupo de mujeres y a entrenarlas en el campo del Titánico de Laviana con un balón de fútbol, porque no había otro. Jugaban la modalidad de campo con once jugadoras.
De este modo fue creciendo y extendiéndose la popularidad del balonmano hasta la organización del primer campeonato de Asturias en la temporada 1939-40, en el que participaron seis equipos femeninos.
Purina Zapico, no se conforma con esto. Ella quería que el balonmano se conociese y practicase en toda España, así que tradujo el reglamento que se había traído de Alemania y lo entregó a las autoridades deportivas para que lo divulgasen. En 1941, se aprobaba el reglamento y en 1942 se ponía en marcha el primer campeonato nacional, pero en ese momento Purina estaba exiliada en Londres.
El equipo que formó en Pola de Laviana, llamado El Laviana, formado por sus alumnas y que tenía como capitana a Luisa Álvarez Iglesias, se proclamó tres veces campeón de España; y su capitana continuaría durante veinte años jugando (ganó su último título nacional en 1961), convirtiéndose en una de las mejores jugadoras de España